# Entrerríos

Bandeira de Entrerríos.

Localização de Entrerríos, no departamento de Antioquia.

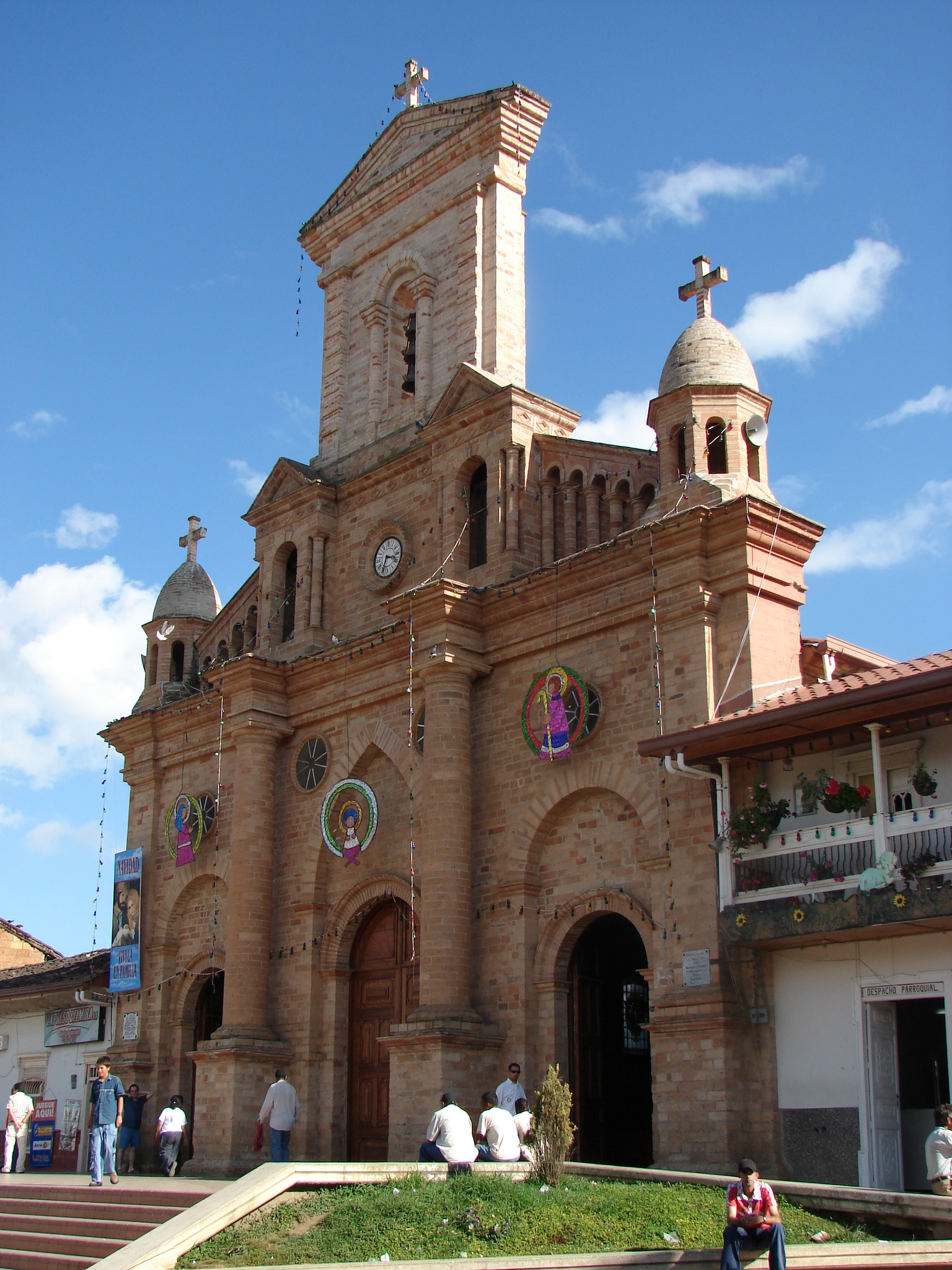
Igreja de Nossa Senhora das Dores, em Entrerríos.

Entrerríos é uma cidade e município da Colômbia, no departamento de Antioquia. Localiza-se a 60 quilômetros de Medellín, a capital do departamento, e apresenta uma superfície de 219 quilômetros quadrados.